# Municipalitatea Kato Nevrokopi
Municipalitatea Kato Nevrokopi este o municipalitate din regiunea Macedonia de Est și Tracia care a rămas neschimbată cu Programul Kallikratis. Suprafața municipalității este de 872 kmp iar populația sa permanentă este de 5.323 de locuitori conform recensământului din 2021.  Sediul său este în Kato Nevrokopi. Municipalitatea Kato Nevrokopi este una dintre zonele Greciei unde de obicei în lunile de iarnă se înregistrează unele dintre cele mai scăzute temperaturi.

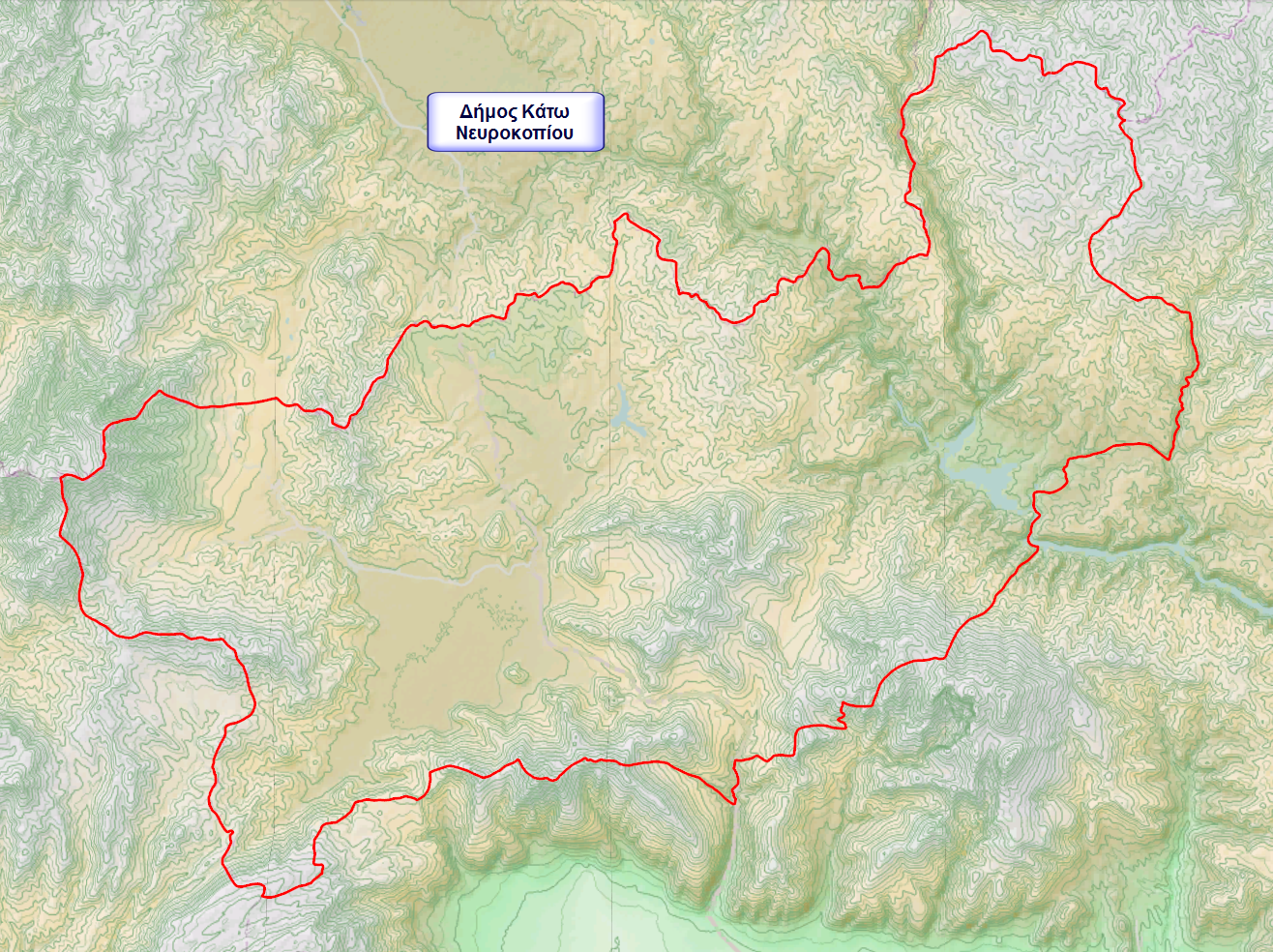
Harta topografică a municipalității Kato Nevrokopi

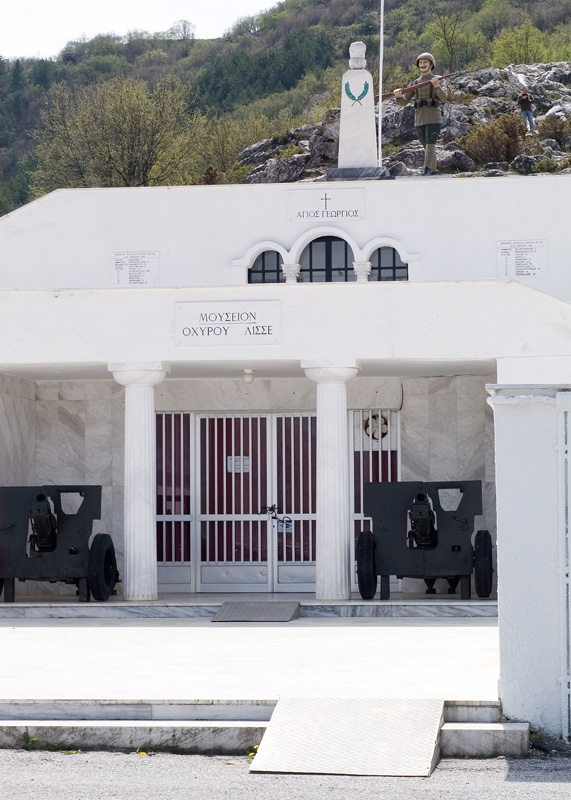
Fortul istoric Lisse din al Doilea Război Mondial